# Kuhsar
Kūhsār (farsi کوهسار), conosciuta anche come Qal`eh-ye Chandar, è una città dello shahrestān di Savojbolagh, circoscrizione di Chendar, nella provincia di Alborz in Iran. Aveva, nel 2006, una popolazione di 7.757 abitanti.